# Светлана Бонин
Светлана Илиева Бонин (родена на 29 септември 1975 г.) е българска актриса. Известна е с озвучаването на филми, сериали и реклами, както и с участията си в сериала „Дървото на живота“ и комедийното предаване „Комиците“ по телевизия Би Ти Ви.

## Ранен живот
През 1997 г. завършва актьорско майсторство за драматичен театър в НАТФИЗ „Кръстьо Сарафов” в класа на проф. Енчо Халачев. Бонин е от първия випуск деца, започващи училище на шест годишна възраст, което днес актрисата смята за минус, тъй като самата тя не е успяла да отчете времето на своето тийнейджърство. Завършва средно образование на 16 години.

## Кариера в театъра
Ролите ѝ в театъра включват Шарлота във „Вишнева градина” от Антон Павлович Чехов, Соня в „Морска сол” от Емил Бонев, Майката в „Галерия жени” по Керил Чърчил и Борис Виан и други.

## Кариера на озвучаваща актриса
Бонин започва да се занимава с дублаж през 2003 г. Първият дублаж, за който дава гласа си, е на филмът „Търсенето на Немо” в ролята на Деб.
Участва в дублажите на „Уинкс: Вълшебно приключение”, „Семейство Адамс”,„Звезден сблъсък”, „Коледна песен”, „Гарфилд 2”, „Котаракът в чизми”, „Чудовища срещу извънземни”, „Търсенето на Дори”, „Големите шпионки”, „Отмъщението”, „Лизи Макгуайър: Поп звезда” и други.
| Актриса      | Заглавия                                            | Роли                            |
| ------------ | --------------------------------------------------- | ------------------------------- |
| Ембет Дейвиц | Матилда (дублаж на Имидж Продакшън) Падналият ангел | Г-ца Дженифър Хъни Грета Милано |

### Анимационни сериали (войсоувър дублаж)
- „Големите шпионки“ (дублаж на студио Медия Линк) – Клоувър, 2007
- „Светът на Куест“, 2010

### Игрални сериали (войсоувър дублаж)
- „Антураж“ (във втори, пети и седми сезон), 2007
- „Менталистът“ (в първи сезон), 2009
- „Мързелград“, 2008
- „Любовни авантюри“ – Джослин Карвър (Джес Макалан), 2014
- „Най-лошата седмица“ – Анджела Клейтън (Нанси Ленехан), 2012
- „Отмъщението“ – Виктория Грейсън (Маделин Стоу), 2012
- „Слийпи Холоу“, 2013
- „Специални клиенти“, 2013
- „Федерални свидетели“ (дублаж на Александра Аудио) – Мери Шанън (Мери Маккормак)

### Игрални филми (войсоувър дублаж)
- „Алвин и чипоносковците 3: Чипо-Крушение“ (дублаж на студио Доли), 2013
- „Ангели: История за любовта“ – Луиза (Ванеса Инконтрада), 2015
- „Булката беглец“ – Маги Карпентър (Джулия Робъртс)
- „Двойно убийство“ – Мати, 11 г. (Спенсър Трийт Кларк)
- „Дни на грохот“ – д-р Клеър Левики (Никол Кидман)
- „Доброто старо време“ – Хайди (Джулиет Люис)
- „Лизи Макгуайър: Поп звезда“ – Изабела Париджи (Хилари Дъф), 2010
- „Стигнахме ли вече?“ (дублаж на студио TITLE.BG) – Сузан Кингстън (Ниа Лонг)
- „Хвани и пусни“ (дублаж на bTV) – Грей Уилър (Дженифър Гарнър)

### Анимационни филми (нахсинхронен дублаж)
- „Гарфилд 2“ –  Мини (Джейн Хоракс) / г-жа Уитни (Джейн Кар), 2006
- „Звезден сблъсък“ –  Барбара (Бет Литълфорд), 2010
- „Клауд 9“, 2014
- „Коледна песен“, 2009
- „Котаракът в чизми“ (дублаж на Александра Аудио) – Джил (Ейми Седарис), 2011
- „Робинзон Крузо“, 2016
- „Семейство Адамс“ – Марго Нийдлър (Алисън Джейни), 2019
- „Търсенето на Дори“ – Съпругата на Стен (Кейт Маккинън), 2016
- „Търсенето на Немо“ – Деб (Вики Люис), 2003
- „Уинкс: Вълшебно приключение”, 2011
- „Чудовища срещу извънземни“, 2009

### Анимационни сериали (нахсинхронен дублаж)
- „Тайните на Гравити Фолс“ - Мейбъл (Кристен Шаал), 2012

## Филмография
- „Големанов“ (2004)
- „Дървото на живота“ (2013) – Съба
- „Недадените“ (2013) – рускинята

## Личен живот
Омъжена е за актьора Христо Бонин и имат четири деца.